# Rospo Pallenberg
Rospo Pallenberg (Croydon, 1939) è uno sceneggiatore e regista britannico.

## Biografia
Figlio dello scrittore e giornalista Corrado Pallenberg, il suo vero nome è Richard: "Rospo è un nomignolo che gli ha dato la madre quando era piccolo perché aveva il naso con le narici molto larghe ed era fondamentalmente brutto da vedere". 
Alla fine degli anni sessanta Pallenberg esercita la professione di architetto a New York e contemporaneamente tenta di diventare sceneggiatore. A New York conosce il regista John Boorman, che lo coinvolge nella scrittura di un adattamento cinematografico, completato nel 1970 e mai prodotto, de Il signore degli anelli. Pallenberg continua a lavorare con Boorman come assistente sul set di Un tranquillo weekend di paura (1972). Nel 1973, per conto della Apjac Productions, scrive un trattamento basato sul romanzo Dune, ma il progetto viene accantonato per problemi di diritti. Nel 1974 partecipa come consulente a Crazy Joe, gangster movie di Carlo Lizzani. Nel 1977 Boorman coinvolge Pallenberg nella riscrittura del copione de L'esorcista II - L'eretico, del quale lo sceneggiatore, secondo la testimonianza dell'attrice Linda Blair, dirige anche numerose scene non accreditato. Nel 1979 partecipa, accreditato come consulente, alla riscrittura del film Avalanche Express (regia di Monte Hellman e Mark Robson).
La collaborazione fra Pallenberg e Boorman continua con il film Excalibur (1981) e La foresta di smeraldo (1985). Una divergenza di idee durante la produzione di quest'ultimo film, legata alla decisione di Boorman di affidare una parte al figlio Charley, interrompe il rapporto professionale fra i due. Boorman e Pallenberg tornano a collaborare sull'adattamento cinematografico del romanzo Memorie di Adriano di Marguerite Yourcenar, film mai realizzato.
Nel 1988 Pallenberg firma la sua unica regia con Il ritorno di Brian, uno slasher che segna il primo ruolo da protagonista di Brad Pitt.
Nei primi anni novanta, Pallenberg scrive un adattamento per il cinema del romanzo L'ombra dello scorpione (pensato per la regia di George A. Romero), sceneggiatura che diverrà la base per il successivo copione scritto dallo stesso Stephen King per la miniserie televisiva omonima, realizzata nel 1994.

## Filmografia

### Sceneggiatore
- L'esorcista II - L'eretico (Exorcist II: The Heretic), regia di John Boorman - non accreditato (1977)
- Excalibur, regia di John Boorman (1981)
- La foresta di smeraldo (The Emerald Forest), regia di John Boorman (1985)
- Il barbiere di Siberia (Сибирский цирюльник), regia di Nikita Sergeevič Michalkov (1998)
- Druids - La rivolta (Vercingétorix : La Légende du druide roi), regia di Jacques Dorfmann (2001)

### Regista
- Il ritorno di Brian (Cutting Class) (1989)